# Andreas Hofmann (Fußballspieler, 1986)
Andreas Hofmann (* 13. April 1986 in Schwäbisch Gmünd) ist ein ehemaliger deutscher Fußballspieler.

## Karriere
In Schwäbisch Gmünd geboren, begann Hofmann in seiner Heimatstadt beim Stadtteilclub SG Bettringen seine Karriere, wo er bis 2005 blieb. Als 19-Jähriger wechselte er zum 1. FC Normannia Gmünd und spielte zwei Jahre in der Oberliga Baden-Württemberg. 2007 gewann er mit den Gmündern den WFV-Pokal.
Danach nutzte er 2007 die Gelegenheit für einen Wechsel in die drittklassige Regionalliga Süd und schloss sich dem VfR Aalen aus der rund 25 km von Schwäbisch Gmünd entfernten Stadt Aalen an. Nach einer Eingewöhnungszeit konnte er sich gleich im Team etablieren und erreichte mit dem Verein die Qualifikation für die neue eingleisige 3. Liga. Das erste Profijahr verlief allerdings unerfreulich; Aalen kämpfte gegen den Abstieg und im Saisonendspurt zog sich Hofmann bei einer Pokalspielniederlage einen Kreuzbandanriss zu. Der Verein stieg in die nun viertklassige Regionalliga Süd ab und er selbst fiel lange aus. Erst zum Ende der Hinrunde der Saison 2009/10 kehrte er zurück und brauchte danach bis zum Saisonende, bis er wieder in die Mannschaft zurückgefunden hatte. Dennoch gelang ihm mit ihr die den sofortigen Wiederaufstieg zurück in die 3. Liga bedeutende Meisterschaft in der Regionalliga sowie der Gewinn des WFV-Pokals.
Im folgenden Jahr hatte sich Hofmann dann endgültig durchgesetzt und gehörte auf seiner Position im defensiven Mittelfeld fest zum Stamm. Dies setzte sich auch in der Saison 2011/12 fort, wo er wieder über 30 Ligaspiele absolvierte. Am Ende der Spielzeit schaffte es der Verein sogar auf Platz 2 der Tabelle und Hofmann stieg zum zweiten Mal mit dem Verein auf, diesmal in die 2. Bundesliga.
Auch in der 2. Liga konnte er seinen Stammplatz verteidigen, er trug mehrfach die Kapitänsbinde als etatmäßiger Vizekapitän.
Als einziger Stammspieler aus der Region war er einer der Publikumslieblinge des Vereins.
Andreas Hofmann wechselte zur Saison 2015/16 zur SpVgg Greuther Fürth und unterschrieb einen Zweijahresvertrag. Nachdem dieser Vertrag nicht verlängert worden war, schloss Hofmann sich zur Saison 2017/18 dem Karlsruher SC an, wo er einen bis 2019 gültigen Vertrag unterschrieb. Sein erstes Pflichtspiel für Karlsruhe absolvierte er am 21. Juli 2017, dem 1. Spieltag der Saison 2017/18, beim 2:2 gegen den VfL Osnabrück. Nach insgesamt drei Ligaeinsätzen für den KSC setzte eine Knieverletzung Hofmann für nahezu die gesamte Saison außer Gefecht. Nach seiner Genesung kam er noch zu vier Einsätzen in der zweiten Mannschaft des KSC, bevor er im Juni 2018 seinen Vertrag mit dem KSC auflöste und seine aktive Karriere beendete.

## Erfolge
- Aufstieg in die 2. Bundesliga: 2012 mit dem VfR Aalen
- Aufstieg in die 3. Liga: 2010 mit dem VfR Aalen
- Gewinn des WFV-Pokals: 2007 mit dem FC Normannia Gmünd, 2010 mit dem VfR Aalen